# Jemerson
Jemerson de Jesús Nascimento (Jeremoabo, Brasil, 24 de agosto de 1992) es un futbolista brasileño que juega como defensa en el Grêmio del Campeonato Brasileño de Serie A.

## Clubes
| Club               | País    | Año       |
| ------------------ | ------- | --------- |
| Atlético Mineiro   | Brasil  | 2013-2016 |
| A. S. Monaco F. C. | Francia | 2016-2020 |
| S. C. Corinthians  | Brasil  | 2020-2021 |
| F. C. Metz         | Francia | 2021-2022 |
| Atlético Mineiro   | Brasil  | 2022-2024 |
| Grêmio             | Brasil  | 2024-     |

## Palmarés

### Campeonatos regionales
| Título             | Club             | Estado       | Año  |
| ------------------ | ---------------- | ------------ | ---- |
| Campeonato Mineiro | Atlético Mineiro | Minas Gerais | 2015 |
| Campeonato Mineiro | Atlético Mineiro | Minas Gerais | 2023 |
| Campeonato Mineiro | Atlético Mineiro | Minas Gerais | 2024 |

### Campeonatos nacionales
| Título         | Club               | País    | Año     |
| -------------- | ------------------ | ------- | ------- |
| Copa de Brasil | Atlético Mineiro   | Brasil  | 2014    |
| Ligue 1        | A. S. Mónaco F. C. | Francia | 2016-17 |

### Campeonatos internacionales
| Título                       | Club             | País   | Año  |
| ---------------------------- | ---------------- | ------ | ---- |
| Copa Libertadores de América | Atlético Mineiro | Brasil | 2013 |
| Recopa Sudamericana          | Atlético Mineiro | Brasil | 2014 |